# Senatori del Nevada
Il Nevada è entrato a far parte degli Stati Uniti d'America il 31 ottobre 1864. Come tutti gli stati, elegge due senatori al Senato degli Stati Uniti, e quelli Nevada appartengono alle classi 1 e 3. Le attuali senatrici sono le democratiche Jacky Rosen e Catherine Cortez Masto.

## Elenco

### Classe 1
| N.      | Foto    | Rappresentante     | Partito | Partito                                  | Carica           | Carica           | Congresso                                                                | Mandati | Elezioni |
| N.      | Foto    | Rappresentante     | Partito | Partito                                  | Inizio           | Termine          | Congresso                                                                | Mandati | Elezioni |
| ------- | ------- | ------------------ | ------- | ---------------------------------------- | ---------------- | ---------------- | ------------------------------------------------------------------------ | ------- | --- |
| 1       |         | William Stewart    |         | Repubblicano                             | 1 febbraio 1865  | 3 marzo 1875     | 38 · 39 · 40 · 41 · 42 · 43                                              | 2       | 1865 · 1869 Non ricandidatosi                                                                                      |
| 2       |         | William Sharon     |         | Repubblicano                             | 4 marzo 1875     | 3 marzo 1881     | 44 · 45 · 46                                                             | 1       | 1875 Non ricandidatosi                                                                                             |
| 3       |         | James Graham Fair  |         | Democratico                              | 4 marzo 1881     | 3 marzo 1887     | 47 · 48 · 49                                                             | 1       | 1881 Perse la rielezione                                                                                           |
| 4       |         | William Stewart    |         | Repubblicano poi Silver poi Repubblicano | 4 marzo 1887     | 3 marzo 1905     | 50 · 51 · 52 · 53 · 54 · 55 · 56 · 57 · 58                               | 3       | 1887 · 1893 · 1899 Non ricandidatosi                                                                               |
| 5       |         | George S. Nixon    |         | Repubblicano                             | 4 marzo 1905     | 5 giugno 1912    | 59 · 60 · 61 · 62                                                        | 1 1⁄2   | 1905 · 1911 Deceduto                                                                                               |
| Vacante | Vacante | Vacante            | Vacante | Vacante                                  | 5 giugno 1912    | 1 luglio 1912    | 62                                                                       |         | |
| 6       |         | William A. Massey  |         | Repubblicano                             | 1 luglio 1912    | 29 gennaio 1913  | 62                                                                       | 1⁄2     | Nominato per continuare il mandato di Nixon Perse l'elezione per terminare il mandato                              |
| 7       |         | Key Pittman        |         | Democratico                              | 29 gennaio 1913  | 10 novembre 1940 | 62 · 63 · 64 · 65 · 66 · 67 · 68 · 69 · 70 · 71 · 72 · 73 · 74 · 75 · 76 | 4 1⁄2   | Eletto per terminare il mandato di Nixon · 1916 · 1922 · 1928 · 1934 Deceduto, avendo vinto la rielezione nel 1940 |
| Vacante | Vacante | Vacante            | Vacante | Vacante                                  | 10 novembre 1940 | 27 novembre 1940 | 76                                                                       |         | |
| 8       |         | Berkeley L. Bunker |         | Democratico                              | 27 novembre 1940 | 6 dicembre 1942  | 76 · 77                                                                  | 1⁄2     | Nominato per continuare il mandato di Pittman Non ottenne la ricandidatura                                         |
| 9       |         | James G. Scrugham  |         | Democratico                              | 7 dicembre 1942  | 23 giugno 1945   | 77 · 78 · 79                                                             | 1⁄2     | Eletto per terminare il mandato di Pittman Deceduto                                                                |
| Vacante | Vacante | Vacante            | Vacante | Vacante                                  | 23 giugno 1945   | 24 luglio 1945   | 79                                                                       |         | |
| 10      |         | Edward P. Carville |         | Democratico                              | 24 luglio 1945   | 3 gennaio 1947   | 79                                                                       | 1⁄2     | Nominato per terminare il mandato di Scrugham Non ottenne la ricandidatura                                         |
| 11      |         | George W. Malone   |         | Repubblicano                             | 3 gennaio 1947   | 3 gennaio 1959   | 80 · 81 · 82 · 83 · 84 · 85                                              | 2       | 1946 · 1952 Perse la rielezione                                                                                    |
| 12      |         | Howard Cannon      |         | Democratico                              | 3 gennaio 1959   | 3 gennaio 1983   | 86 · 87 · 88 · 89 · 90 · 91 · 92 · 93 · 94 · 95 · 96 · 97                | 4       | 1958 · 1964 · 1970 · 1976 Perse la rielezione                                                                      |
| 13      |         | Chic Hecht         |         | Repubblicano                             | 3 gennaio 1983   | 3 gennaio 1989   | 98 · 99 · 100                                                            | 1       | 1982 Perse la rielezione                                                                                           |
| 14      |         | Richard Bryan      |         | Democratico                              | 3 gennaio 1989   | 3 gennaio 2001   | 101 · 102 · 103 · 104 · 105 · 106                                        | 2       | 1988 · 1994 Non ricandidatosi                                                                                      |
| 15      |         | John Ensign        |         | Repubblicano                             | 3 gennaio 2001   | 3 maggio 2011    | 107 · 108 · 109 · 110 · 111 · 112                                        | 1 1⁄2   | 2000 · 2006 Dimessosi                                                                                              |
| Vacante | Vacante | Vacante            | Vacante | Vacante                                  | 3 maggio 2011    | 9 maggio 2011    | 112                                                                      |         | |
| 16      |         | Dean Heller        |         | Repubblicano                             | 9 maggio 2011    | 3 gennaio 2019   | 112 · 113 · 114 · 115                                                    | 1 1⁄2   | Nominato per terminare il mandato di Ensign · 2012 Perse la rielezione                                             |
| 17      |         | Jacky Rosen        |         | Democratico                              | 3 gennaio 2019   | in carica        | 116 · 117 · 118 · 119 · 120 · 121                                        | 2       | 2018 · 2024 |

### Classe 3
| N.      | Foto    | Senatore               | Partito | Partito                                  | Carica            | Carica            | Congresso                                                                               | Mandati | Elezioni |
| N.      | Foto    | Senatore               | Partito | Partito                                  | Inizio            | Termine           | Congresso                                                                               | Mandati | Elezioni |
| ------- | ------- | ---------------------- | ------- | ---------------------------------------- | ----------------- | ----------------- | --------------------------------------------------------------------------------------- | ------- | --- |
| 1       |         | James W. Nye           |         | Repubblicano                             | 1 febbraio 1865   | 3 marzo 1873      | 38 · 39 · 40 · 41 · 42                                                                  | 1 1⁄2   | 1865 · 1867 Perse la rielezione                                                                                |
| 2       |         | John P. Jones          |         | Repubblicano poi Silver poi Repubblicano | 4 marzo 1873      | 3 marzo 1903      | 43 · 44 · 45 · 46 · 47 · 48 · 49 · 50 · 51 · 52 · 53 · 54 · 55 · 56 · 57                | 5       | 1873 · 1879 · 1885 · 1891 · 1897 Non ricandidatosi                                                             |
| 3       |         | Francis G. Newlands    |         | Democratico                              | 4 marzo 1903      | 24 dicembre 1917  | 58 · 59 · 60 · 61 · 62 · 63 · 64 · 65                                                   | 2 1⁄2   | 1903 · 1909 · 1914 Deceduto                                                                                    |
| Vacante | Vacante | Vacante                | Vacante | Vacante                                  | 24 dicembre 1917  | 12 gennaio 1918   | 65                                                                                      |         | |
| 4       |         | Charles Henderson      |         | Democratico                              | 12 gennaio 1918   | 3 marzo 1921      | 65 · 66                                                                                 | 1⁄2     | Nominato per continuare il mandato di Newland · Eletto per terminare il mandato di Newland Perse la rielezione |
| 5       |         | Tasker Oddie           |         | Repubblicano                             | 4 marzo 1921      | 3 marzo 1933      | 67 · 68 · 69 · 70 · 71 · 72                                                             | 2       | 1920 · 1926 Perse la rielezione                                                                                |
| 6       |         | Pat McCarran           |         | Democratico                              | 4 marzo 1933      | 28 settembre 1954 | 73 · 74 · 75 · 76 · 77 · 78 · 79 · 80 · 81 · 82 · 83                                    | 3 1⁄2   | 1932 · 1938 · 1944 · 1950 Deceduto                                                                             |
| Vacante | Vacante | Vacante                | Vacante | Vacante                                  | 28 settembre 1954 | 1 ottobre 1954    | 83                                                                                      |         | |
| 7       |         | Ernest S. Brown        |         | Repubblicano                             | 1 ottobre 1954    | 1 dicembre 1954   | 83                                                                                      | 1⁄2     | Nominato per continuare il mandato di McCarran Perse l'elezione per terminare il mandato di McCarran           |
| 8       |         | Alan Bible             |         | Democratico                              | 2 dicembre 1954   | 17 dicembre 1974  | 83 · 84 · 85 · 86 · 87 · 88 · 89 · 90 · 91 · 92 · 93                                    | 3 1⁄2   | Eletto per terminare il mandato di McCarran · 1956 · 1962 · 1968 Dimessosi                                     |
| 9       |         | Paul Laxalt            |         | Repubblicano                             | 18 dicembre 1974  | 3 gennaio 1987    | 93 · 94 · 95 · 96 · 97 · 98 · 99                                                        | 2       | 1974 · 1980 Non ricandidatosi                                                                                  |
| 10      |         | Harry Reid             |         | Democratico                              | 3 gennaio 1987    | 3 gennaio 2017    | 100 · 101 · 102 · 103 · 104 · 105 · 106 · 107 · 108 · 109 · 110 · 111 · 112 · 113 · 114 | 5       | 1986 · 1992 · 1998 · 2004 · 2010 Non ricandidatosi                                                             |
| 11      |         | Catherine Cortez Masto |         | Democratico                              | 3 gennaio 2017    | in carica         | 115 · 116 · 117 · 118 · 119 · 120                                                       | 2       | 2016 · 2022 |